# Cristina Piris López-Doriga
Cristina Piris López-Doriga (Santander, 1949 - Valência, 26 de Dezembro de 2003) foi uma política e sindicalista valenciana. A princípios dos anos 1970 mudou-se para Valência, onde trabalhou no têxtil, e licenciou-se em Filosofia e Letras na Universidade de Valência, onde foi aluna de Josep Vicent Marqués. Participou na fundação das primeiras Comissões Operárias do têxtil valenciano. Integrada no Movimento Comunista do País Valenciano (MCPV), depois participou na colaboração entre o Movimento Comunista e a LCR do que nasceu Revolta, que deu como resultado o Centro Cívico Ca Revolta de Velluters. O 2007 recebeu a título póstumo o prémio das Cortes Valencianas.